# Pseudotabanus grandis
Pseudotabanus grandis är en tvåvingeart som först beskrevs av Ricardo 1917.  Pseudotabanus grandis ingår i släktet Pseudotabanus och familjen bromsar. Inga underarter finns listade i Catalogue of Life.